# Natsu no koi wa nijiiro ni kagayaku
Natsu no koi wa nijiiro ni kagayaku (夏の恋は虹色に輝く?, Natsu no koi wa nijiiro ni kagayaku, letteralmente "Amore estivo che brilla tra i colori dell'arcobaleno") è un dorama estivo in 10 puntate di Fuji TV andato in onda nel 2010; vede Jun Matsumoto interpretare la parte del protagonista maschile.

## Trama
Taiga è figlio del celebre attore Kōtarō; ha a sua volta anche lui intrapreso la carriera nel mondo dello spettacolo, questo soprattutto per la profonda ammirazione che ha sempre avuto nei confronti del padre. Cerca in tutti i modi di seguirne le orme, anche se a volte sente di non esserne all'altezza.
Un giorno viene invitato dall'amico d'infanzia Keita a fare paracadutismo con lui; purtroppo si alza il vento e Taiga viene portato via dal vento, fino a che atterra un po' malconcio sopra un albero; qui incontra il suo destino.
Questo giovane che non riesce a superare il suo complesso paterno troverà improvvisamente davanti a lui una donna più grande e molto bella di nome Shiori, la quale lo metterà di fronte alle sue scelte in campo lavorativo e sentimentale. Cosa accadrà tra i due? Lei ha una personalità allegra e leggera, tutto il contrario di lui, serioso e pieno di preoccupazioni.

## Protagonisti
- Taiga Kusunoki (Jun Matsumoto)
- Shiori Kitamura (Yūko Takeuchi)
- Daiki Kusunoki (Ikki Sawamura)
- Sakura Miyase (Mirei Kiritani)
- Keita Ueno (Hideyuki Kasahara)
- Bujo Ira (Kento Nagayama)
- Hisao Aoki (Yutaka Matsushige)
- Kōtarō Kusunoki (Shirō Itō)
- Machiko Kusunoki (Keiko Matsuzaka)
- Kitamura Umi (Seiran Kobayashi)

### Star ospiti
- Amon Kabe - Taiga Kusunoki da bambino
- Ichiro Ogura - Shinmachi Hatoma
- Ayaka Komatsu - Kana Nozaki
- Nao Nekota - Toshiko Yamamoto, cameriera
- Mizuki Inoue - Aosora Miike
- Kanon Kasuga - Haruna
- Koji Ishizaka (ep. 1)
- Tsuyoshi Ujiki (ep. 1)
- Tomonori Jinnai (ep. 1)
- Masao Komatsu (ep. 1)
- Kazuyuki Izutsu (ep. 1)
- Terumi Nagashima - Keita da bambino (ep. 1)
- Daisuke Yamazaki (ep. 3-8)
- Yuta Nakano (ep. 4)
- Fumino Kimura (ep. 4)
- Yoshie Ichige - Kimie Kitamura (ep. 5-7)
- Takashi Tsukamoto - Haruki Kitamura (ep. 6-8)
- Denden - Yuzo Kitamura (ep. 6)
- Mika Hijii - Mayumi Kitamura (ep. 6)
- Seina Kasugai (ep. 7, 9)
- Renji Ishibashi (ep. 8-10)
- Kazuyuki Aijima (ep. 8-10)
- Kōichi Satō (ep. 9)
- Masachika Ichimura (ep. 10)
- Yukiya Kitamura (ep. 10)
- Kyōko Fukada (ep. 10)
- Mari Natsuki (ep. 10)
- Kazunari Ninomiya (ep. 10)
- Sakikai Sekido

## Episodi
La serie è composta in totale da 10 episodi.
| Stagione       | Episodi | Prima TV Giappone | Prima TV Italia |
| -------------- | ------- | ----------------- | --------------- |
| Prima stagione | 10      | 2010              | inedita         |